# Ana Katarina Frankopan-Zrinski

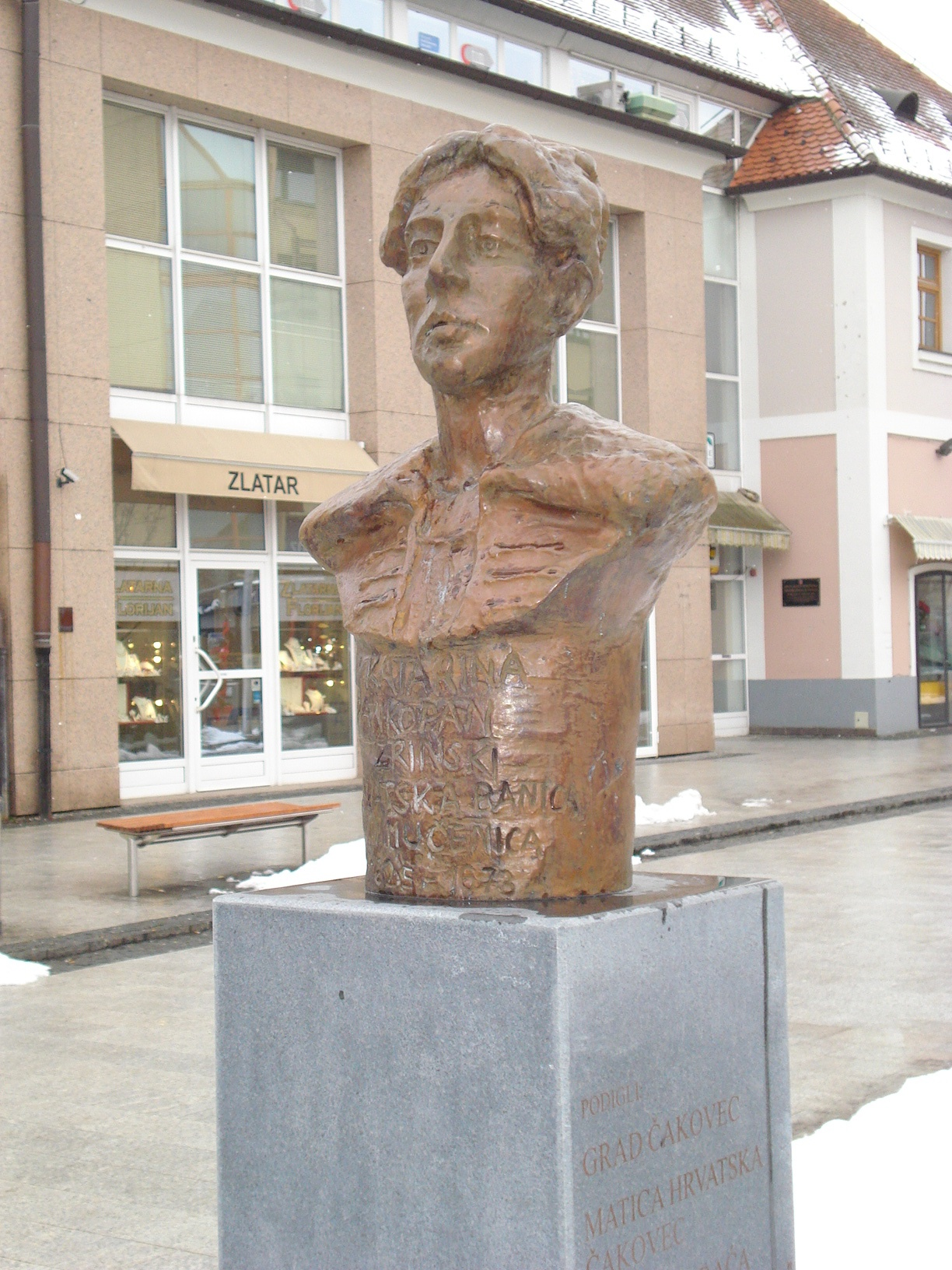
Büste von Ana Katarina Zrinski (um 1625–1673) in der gleichnamigen Straße in Čakovec

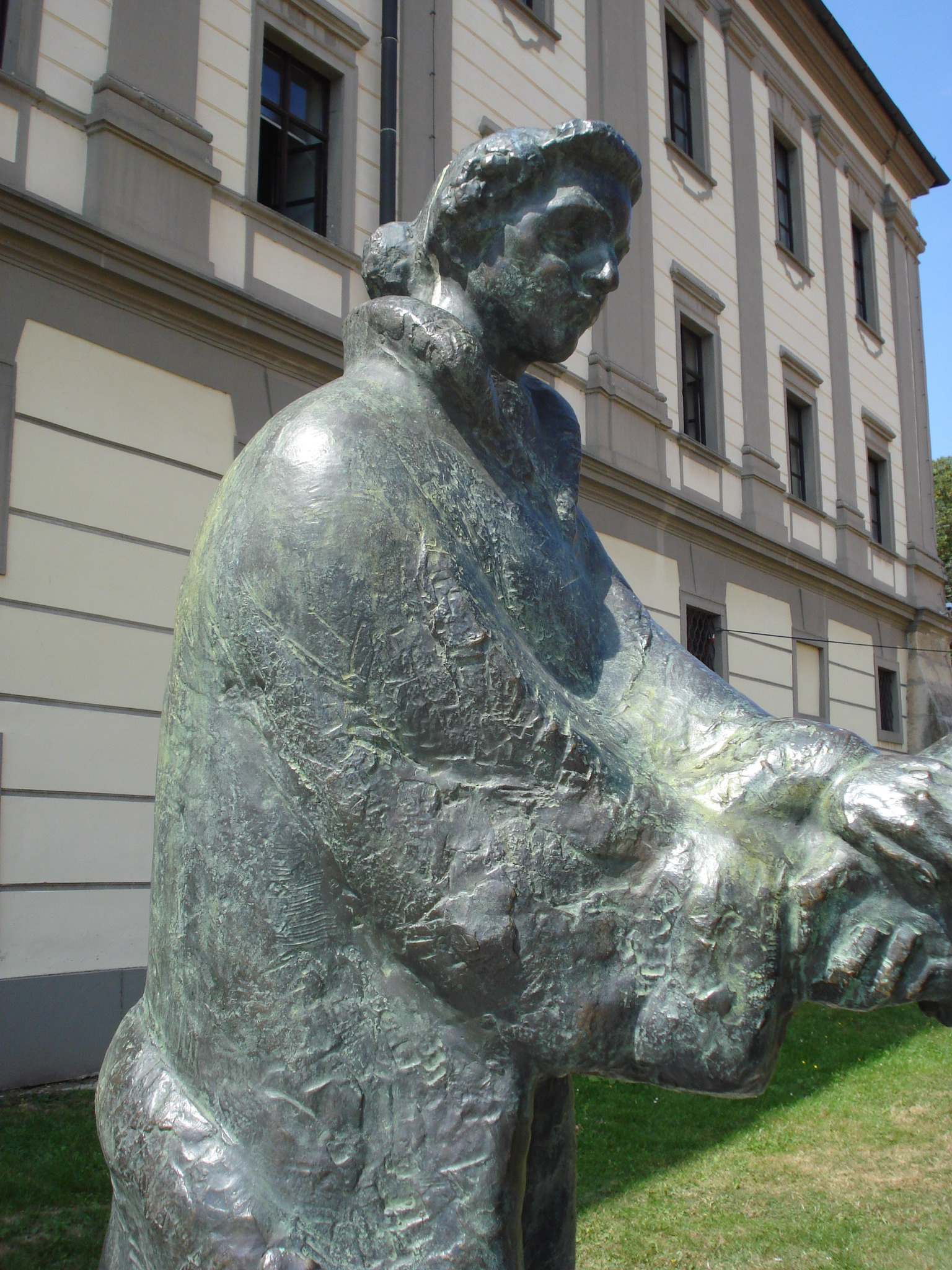
Statue von Ana Katarina Zrinski in der Zrinski-Burg in Čakovec

Ana Katarina Zrinski (geborene Frankopan; * um 1625 in Bosiljevo; † 16. November 1673) war eine kroatische Dichterin.

## Leben
Als Tochter des Fürsten Vuk Krsto Frankopan Tržački, des Generals von Karlovac, und der Ursula Imhofer geboren, heiratete Ana Katarina  am 27. Oktober 1641 im Alter von 16 Jahren den zwanzigjährigen Grafen Petar Zrinski; sie lebten vorwiegend im Schloss Ozalj (Nordwestkroatien). Das Paar hatte einen Sohn (Ivan Antun) und drei Töchter (Jelena, Judita Petronila und Aurora Veronika). 
Ana Katarina schrieb etwa 160 Gedichte in kroatischer Sprache, die erst 1985 der Öffentlichkeit zugänglich gemacht wurden. Sie wandte sich dem Pietismus zu, und zwei von ihr geschriebene Gebetbücher (z. B. Der Weggefährte) wurden in Venedig gedruckt. Zusammen mit anderen Dichtern, dem sogenannten „Ozaljer Kreis“, kommt ihr in der kroatischen Literaturgeschichte eine gehobene Stellung zu. 
Nachdem ihr Mann Petar Zrinski und ihr um siebzehn Jahre jüngerer Bruder Fran Krsto Frankopan im Rahmen des Zrinski-Frankopan-Verschwörung und seiner Niederschlagung durch die Habsburgermonarchie im Jahre 1671 in Wiener Neustadt enthauptet worden waren, wurde die Dichterin in den verbleibenden zwei Jahren bis zu ihrem Tod mit ihrer Tochter Zora Veronika in verschiedenen Klöstern interniert, zuletzt in Graz; ihre Tochter wurde später von ihr getrennt. 
Ana Katarina Zrinski starb am 16. November 1673 im Kloster der Dominikanerinnen in Graz.
| Personendaten    | Personendaten                                                |
| ---------------- | ------------------------------------------------------------ |
| NAME             | Frankopan-Zrinski, Ana Katarina                              |
| ALTERNATIVNAMEN  | Frankopan, Ana Katarina (Geburtsname); Zrinski, Ana Katarina |
| KURZBESCHREIBUNG | kroatische Dichterin                                         |
| GEBURTSDATUM     | um 1625                                                      |
| GEBURTSORT       | Bosiljevo                                                    |
| STERBEDATUM      | 16. November 1673                                            |